# Le Vrai Papier Journal
Le Vrai Papier journal était une version papier de l'émission télévisée Le Vrai Journal de Karl Zéro.
Dans un premier temps, le journal est d'un format peu pratique avec la parution d'un supplément, Le Faux Papier journal ; son format diminue par la suite. Le Vrai Papier journal parait entre 2000 et 2002, édité par la société Tigre de Papier, détenue à 51% par Karl Zéro, à 39% par Artemis, et à 10% par Jacques Séguéla.